# Cafarnaüm (pel·lícula)
Cafarnaüm, títol original en àrab: كفرناحوم, Kafarnāḥūm, és una pel·lícula dramàtica libanesa del 2018 dirigida per Nadine Labaki i produïda per Khaled Mouzanar. El guió va ser escrit per la mateixa Labaki, Jihad Hojaily i Michelle Keserwany a partir d'una història de Labaki, Hojaily, Keserwany, Georges Khabbaz i Khaled Mouzanar. La pel·lícula és protagonitzada per l'actor infantil sirià refugiat Zain Al Rafeea com a Zain El Hajj, un nen de 12 anys que viu als barris marginals de Beirut. Cafarnaüm s'explica en format de salt enrere, centrant-se en la vida de Zain, inclosa la seva trobada amb una immigrant etíop Rahil i el seu fill petit Yonas. Aquests fets el porten a intentar demandar als seus pares per negligència infantil. S'ha doblat i subtitulat al català.
La pel·lícula va debutar al Festival de Canes de 2018, on va ser seleccionada per competir per la Palma d'Or i va guanyar el Premi del Jurat. Cafarnaüm va rebre una ovació a peu dret durant 15 minuts després de la seva estrena a Canes el 17 de maig de 2018. Sony Pictures Classics va comprar els drets de distribució als Estats Units i a l'Amèrica Llatina, mentre que Wild Bunch va conservar els drets internacionals. Va rebre un llançament més ampli el 20 de setembre de 2018.
Cafarnaüm va rebre elogis de la crítica, en particular per la direcció de Labaki, l'actuació d'Al Rafeea i el "realisme semblant a un documental" de la pel·lícula. Escrivint per a The New York Times, Manohla Dargis i A. O. Scott la van nomenar com una de les millors pel·lícules de l'any. Va ser nominada al premi Oscar a la millor pel·lícula de parla no anglesa a la 91a edició dels premis, entre diversos altres reconeixements.
Cafarnaüm és la pel·lícula àrab i de l'Orient Mitjà més taquillera de tots els temps, després de convertir-se en un èxit de taquilla internacional amb més de 68 milions de dòlars a tot el món, amb un pressupost de producció de 4 milions. El seu mercat internacional més gran és la Xina, on es va convertir en un èxit de taquilla sorpresa amb més 54 milions de dòlars recaptats.